# Площа імені Анатолія Ганькевича (Миколаїв)
У Вікіпедії є статті про інші площі з назвою Площа імені Анатолія Ганькевича
Пло́ща і́мені Анато́лія Ганьке́вича — площа в Заводському районі міста Миколаїв, названа ім'ям Анатолія Борисовича Ганькевича — державного діяча, організатора суднобудівної промисловості України, в різний час директора Суднобудівного заводу імені 61 комунара і Чорноморського суднобудівного заводів.

## Розташування
Площа обмежується вулицями Індустріальною, Каботажним узвізом і будівлею заводоуправління Чорноморського суднобудівного заводу. 

## Історія
Рішенням Миколаївської міської ради № 7/14 від 21 листопада 2002 року заводська площа біля ЧСЗ отримала ім'я Анатолія Ганькевича.